# Futebol na Armênia
O futebol na Armênia começou a ser escrito a partir da obtenção da independência, no ano de 1991, quando a associação nacional passou a integrar a FIFA, podendo participar do futebol em todas as suas categorias. O Ararat Yerevan foi um dos grandes times do campeonato soviético, chegando a participar de competições do futebol europeu. A seleção soviética nacional também contou com futebolistas armênios, como Khoren Oganesian, na Copa do Mundo FIFA de 1982.

## Principais Clubes
- Ararat Yerevan
- Pyunik Yerevan
- Gandzasar Kapan
- MIKA Ashtarak